# Pieter Jeremias Blignaut
Pieter Jeremias Blignaut (Paarl, 26 juni 1841 - Bloemfontein, 1 november 1909) was van 1879 tot 1902 staatssecretaris en tweemaal vervangend staatspresident van de Oranje Vrijstaat.

## Biografie
Blignaut werd geboren in Paarl in de destijds Britse Kaapkolonie, in een Afrikaner familie van Hugenootse afkomst. Na zijn vooropleiding in Paarl ging hij studeren in Kaapstad. In 1862 vershuisde hij naar de Oranje Vrijstaat waar hij in Philippolis klerk werd van de landdrost. Later promoveerde hij zelf tot landdrost van respectievelijk Fauresmith en Kroonstad.
Op 20 mei 1879 werd hij door Johannes Henricus Brand benoemd tot staatssecretaris van de Oranje Vrijstaat. Na het overlijden van Brand in 1888 en het ontslag van Brands opvolger Francis William Reitz in 1895 diende Blignaut tijdelijk als vervangend staatspresident.
Na de Tweede Boerenoorlog, die het einde van de onafhankelijke Vrijstaat betekende, ging hij voor het Britse Rijk aan het werk in de Oranjerivierkolonie. Hij overleed in 1909 aan bloedvergiftiging en kreeg een vrijmetselaarsbegrafenis in Bloemfontein.
Blignaut trouwde tweemaal: eerst met Caroline Erskine tot haar dood in 1883 en later met Cecilia Johanna Steyn, de zus van staatspresident Marthinus Theunis Steyn.